# Villefollet
Villefollet és un municipi francès situat al departament de Deux-Sèvres i a la regió de la Nova Aquitània. L'any 2007 tenia 189 habitants.

## Demografia

### Població
El 2007 la població de fet de Villefollet era de 189 persones. Hi havia 78 famílies de les quals 29 eren unipersonals (21 homes vivint sols i 8 dones vivint soles), 33 parelles sense fills, 12 parelles amb fills i 4 famílies monoparentals amb fills.
La població ha evolucionat segons el següent gràfic:
Habitants censats

### Habitatges
El 2007 hi havia 121 habitatges, 84 eren l'habitatge principal de la família, 24 eren segones residències i 13 estaven desocupats. Tots els 120 habitatges eren cases. Dels 84 habitatges principals, 72 estaven ocupats pels seus propietaris, 9 estaven llogats i ocupats pels llogaters i 2 estaven cedits a títol gratuït; 4 tenien dues cambres, 14 en tenien tres, 25 en tenien quatre i 40 en tenien cinc o més. 60 habitatges disposaven pel capbaix d'una plaça de pàrquing. A 41 habitatges hi havia un automòbil i a 26 n'hi havia dos o més.

### Piràmide de població
La piràmide de població per edats i sexe el 2009 era:
| Homes | Edats   | Dones |
| ----- | ------- | ----- |
| 0     | 95 o +  | 0     |
| 4     | 90 a 94 | 0     |
| 0     | 85 a 89 | 4     |
| 8     | 80 a 84 | 8     |
| 4     | 75 a 79 | 8     |
| 8     | 70 a 74 | 8     |
| 4     | 65 a 69 | 4     |
| 8     | 60 a 64 | 8     |
| 8     | 55 a 59 | 8     |
| 8     | 50 a 54 | 8     |
| 8     | 45 a 49 | 4     |
| 4     | 40 a 44 | 0     |
| 8     | 35 a 39 | 4     |
| 4     | 30 a 34 | 4     |
| 16    | 25 a 29 | 12    |
| 0     | 20 a 24 | 0     |
| 0     | 15 a 19 | 4     |
| 0     | 10 a 14 | 0     |
| 4     | 5 a 9   | 0     |
| 0     | 0 a 4   | 4     |

## Economia
El 2007 la població en edat de treballar era de 108 persones, 71 eren actives i 37 eren inactives. De les 71 persones actives 63 estaven ocupades (34 homes i 29 dones) i 8 estaven aturades (4 homes i 4 dones). De les 37 persones inactives 23 estaven jubilades, 3 estaven estudiant i 11 estaven classificades com a «altres inactius».

### Ingressos
El 2009 a Villefollet hi havia 83 unitats fiscals que integraven 177 persones, la mediana anual d'ingressos fiscals per persona era de 13.383 €.

### Activitats econòmiques
Dels 6 establiments que hi havia el 2007, 2 eren d'empreses de construcció, 2 d'empreses de serveis i 2 d'entitats de l'administració pública.
Dels 2 establiments de servei als particulars que hi havia el 2009, 1 era un paleta i 1 fusteria.
L'any 2000 a Villefollet hi havia 16 explotacions agrícoles que ocupaven un total de 945 hectàrees.

## Poblacions més properes
El següent diagrama mostra les poblacions més properes.